# NGC 5737
NGC 5737 (również PGC 52582 lub UGC 9488) – galaktyka spiralna z poprzeczką (SBb), znajdująca się w gwiazdozbiorze Wolarza. Odkrył ją William Herschel 20 kwietnia 1792 roku. Jest to galaktyka z aktywnym jądrem typu LINER.